# 仏旗

仏旗

仏旗（ぶっき）とは、仏教を象徴する旗。「六色仏旗」「六金色旗（ろっこんしょくき・ろっこんじきき）」、「仏教旗」とも呼ばれる。
『小部経典』の「無礙解道」に、仏陀が力をはたらかせる時、仏陀の体から青・黄・赤・白・樺（橙）および「輝き」の六色の光が放たれる、と書かれていることに由来するデザインである。

## 概要

盂蘭盆会の寺院で翻る仏旗。北京市

1885年に、セイロン（スリランカ）のコロンボ委員会でデザインされた。コロンボ委員会はセイロン仏教界の指導者であるHikkaduwe Sri Sumangala Thera師を議長とし、Migettuwatte Gunananda Thera, Don Carolis Hewavitharana, Andiris Perera Dharmagunawardhana, William de Abrew, Charles A. de Silva, Peter de Abrew, H. William Fernando, N. S. Fernando, Carolis Pujitha Gunawardena ら仏教の指導者や仏教徒の実業家・慈善活動家により構成されていた。1885年4月17日には「Sarasavi Sandaresa」紙にてこの旗が公式に発表され、同年5月28日のウェーサーカ祭の日に掲揚された。この日は、はじめてイギリス統治下のセイロンでウェーサーカ祭が公の祝日となった日でもあった。
神智学協会の創設者の一人でセイロン仏教界にも貢献したヘンリー・スティール・オルコットは、当初の仏旗が長い幟状であったため一般的な使用には不便と考え、一般的な国旗と同様のサイズ・比率に手直しすることを提案した。これが受け入れられ、1886年4月8日の「Sarasavi Sandaresa」紙に新しい旗が掲載され、同年のウェーサーカ祭で掲揚された。オルコットおよびアナガーリカ・ダルマパーラは1889年に日本でこの旗を紹介し、さらにビルマでも紹介された。

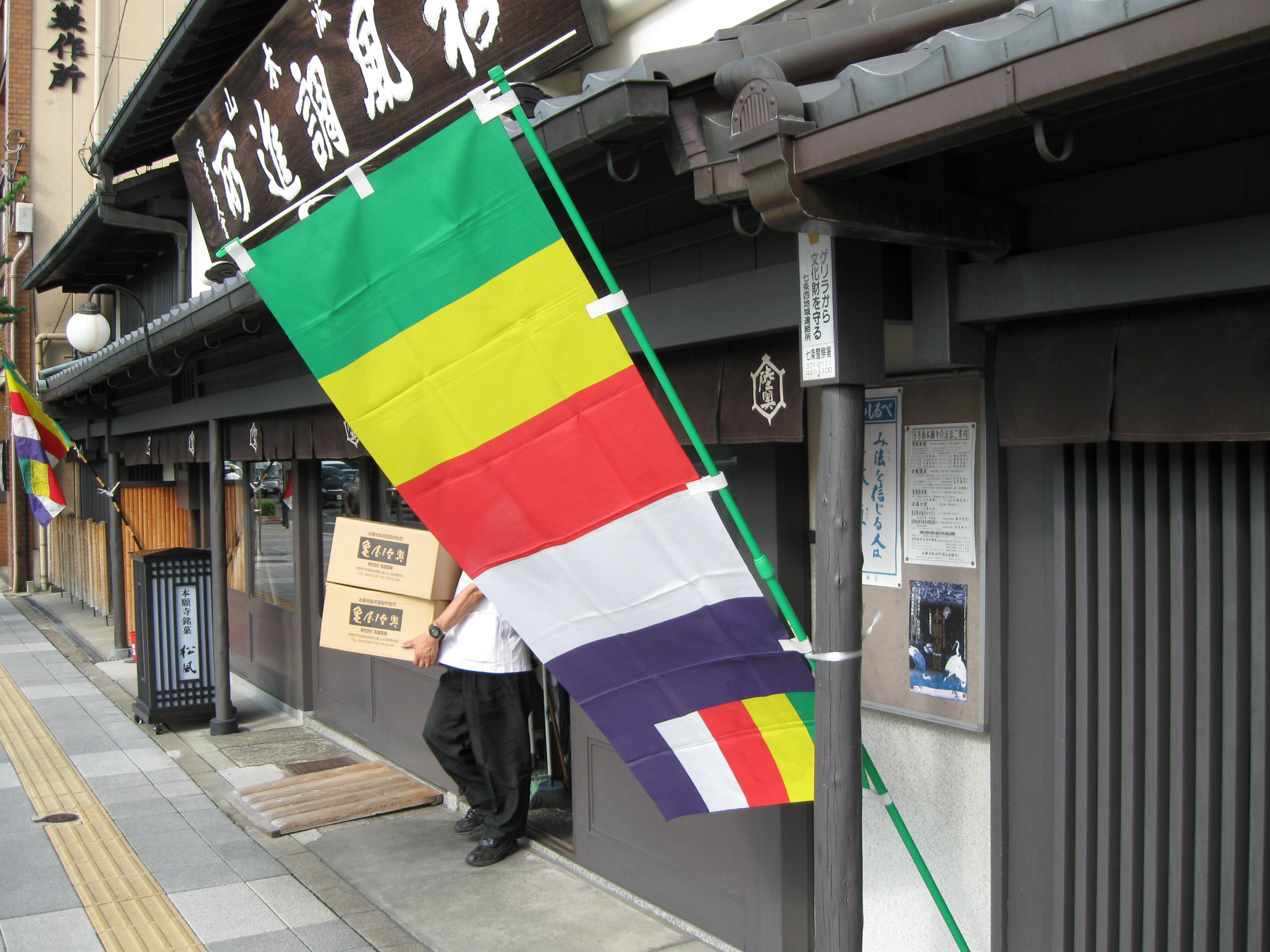
日本の古くからの五色旗。京都の西本願寺の付近の店先で撮影

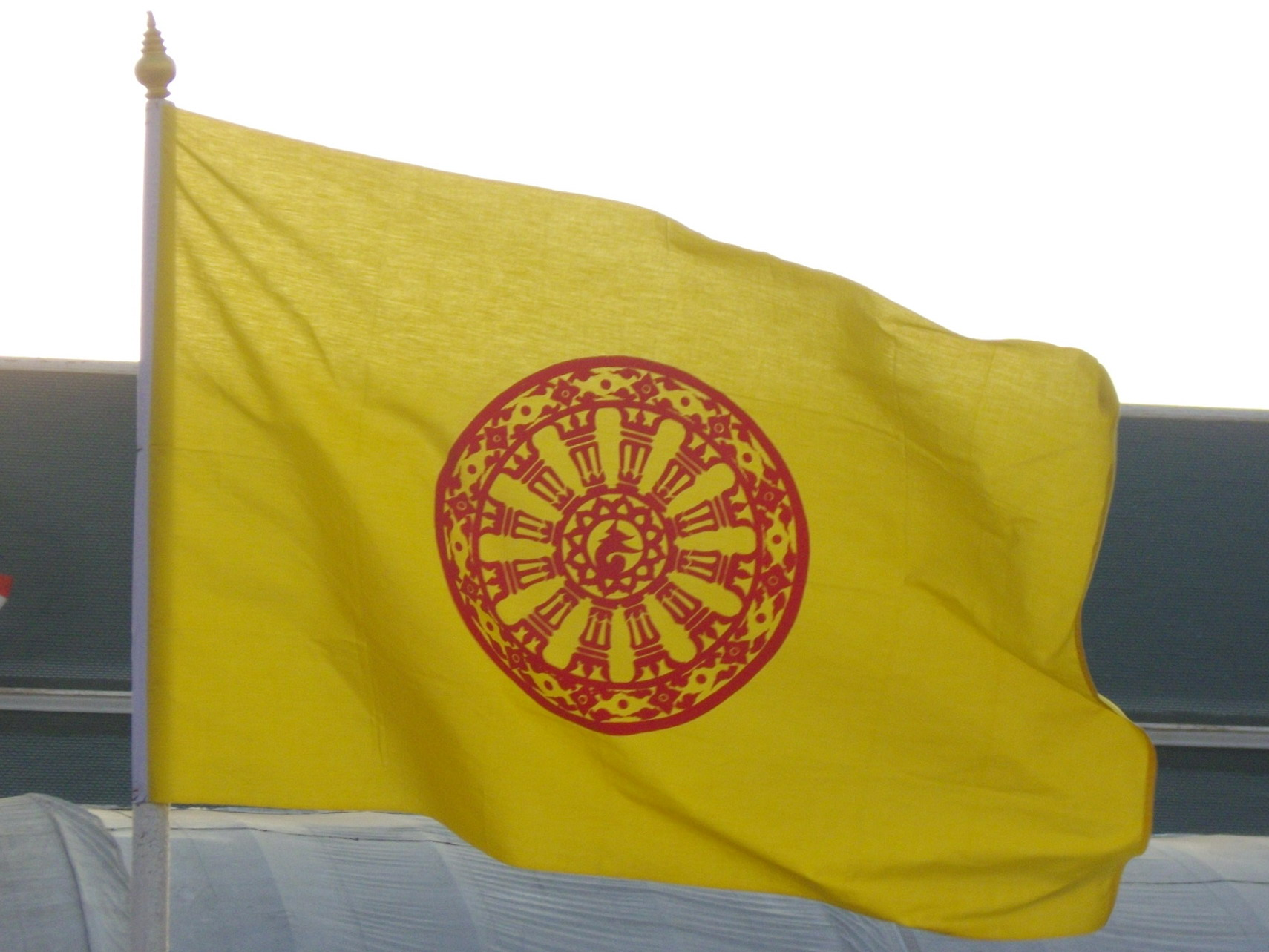
タイの仏教旗、ダルマチャクラ旗。タイではこれを用いることが多い

国際的には1950年5月25日に、世界仏教徒連盟(WFB) の第1回世界仏教徒会議（開催国：スリランカ）において、連盟の初代会長になった G P Malasekera によりこの旗を世界の仏教徒のシンボルとする提案がなされ、正式に「国際仏旗」として採択された。
日本国内では1954年に、第2回日本仏教徒会議（会場：永平寺）において採択される。旧来の色は、「緑、黄、 赤、白、黒（紫）」の五色で、現在（2008年）でも、旧来の五色を用いている寺院もある。
寺院では、法要等の行事の時に、三門や本堂入口などに掲げ用いる。

国際仏旗 （新仏旗／六色仏旗）
仏旗（旧配色） （通称：旧仏旗）

## 旗の色
国際仏旗は、左から青、黄、赤、白、橙、そして一番右の列には5色を上から順番に並べた縞模様となっており、それらの色にはそれぞれ意味が込められている。
- 青は仏陀の頭髪の色で、「定根」をあらわす。
- 黄は仏陀の身体の色で、「金剛」をあらわす。
- 赤は仏陀の血液の色で、「精進」をあらわす。
- 白は仏陀の歯の色で、「清浄」をあらわす。
- 樺（橙）は仏陀の袈裟の色で、「忍辱」をあらわす。
- 残りの1色は「輝き」をあらわし、旗の6列目には独自の色は配されず、他の5色を上から順に並べた縞模様で表現される。